# Conserve (uitgeverij)

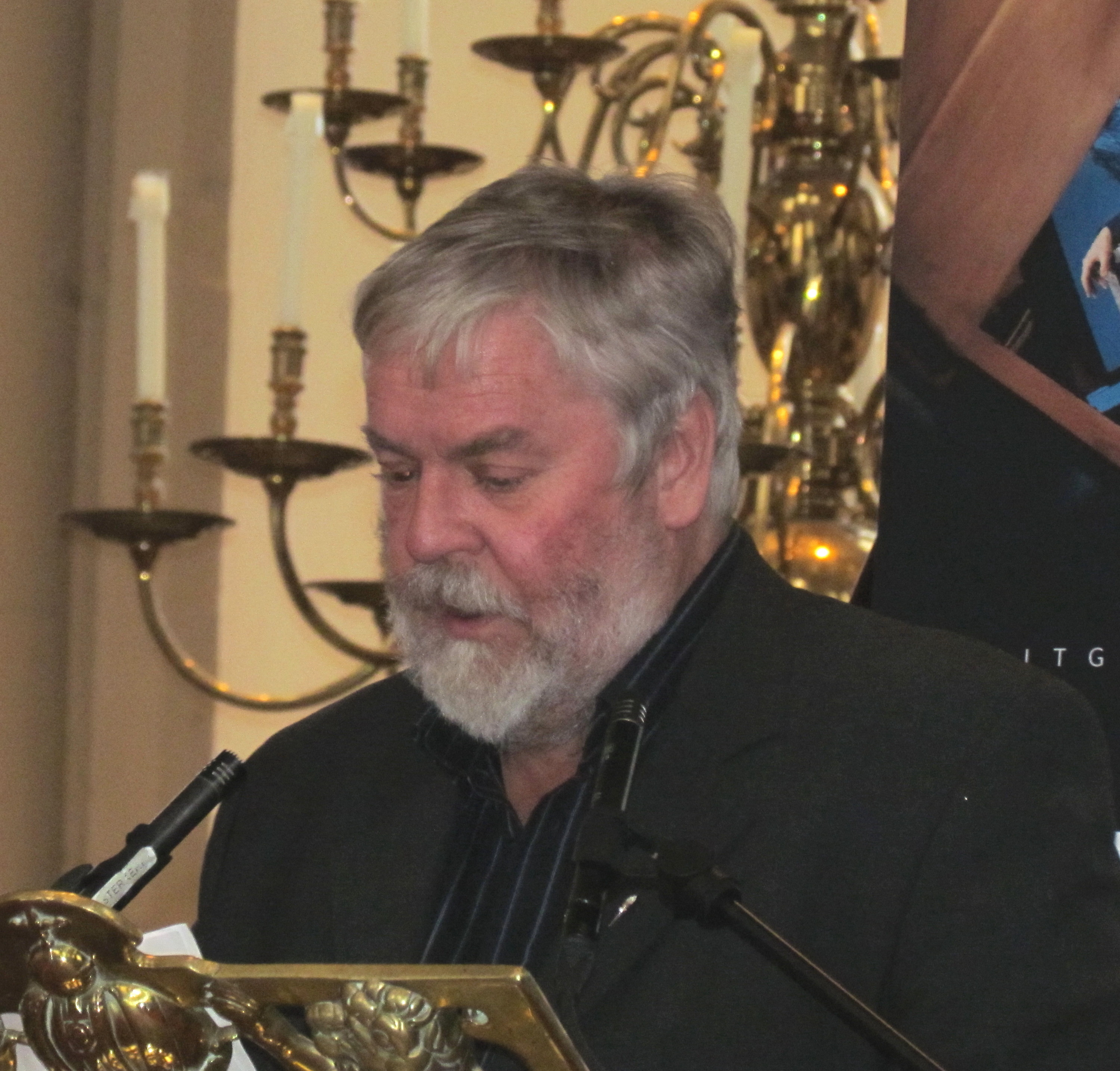
Kees de Bakker, oprichter en directeur-uitgever van Conserve

Uitgeverij Conserve is een algemene literaire uitgeverij, gevestigd in Bergen, in het voormalige Schoorl. In 1983 werd de uitgeverij opgericht door de huidige directeur, Kees de Bakker. De naam Conserve verwijst naar zowel de gelijknamige debuutroman van W.F. Hermans als de groenten-, fruit- en conservenwinkel van de ouders van de directeur. Tussen 1983 en 2019 verschenen ruim 600 titels.

## Geschiedenis
De Bakker vatte tijdens zijn studie Nederlands een blijvende liefde voor boeken op. Aanvankelijk wilde hij zelf schrijver worden, tot hem in 1983 gevraagd werd de dichtbundel te bezorgen van de overleden dichteres Eline van Haaren. Het duurde nog vijf jaar voor de uitgeverij de professionaliseringsslag had gemaakt die ertoe heeft geleid dat de uitgeverij tot 2018 onafhankelijk kon blijven.
Over de geschiedenis van de uitgeverij is bij het 25-jarig bestaan in 2008 het boek Onbeperkt Houdbaar van Jacqueline Zirkzee verschenen. Per 1 januari 2019 is uitgeverij Conserve deels opgegaan in het concern van Singel Uitgeverijen. Niettemin heeft uitgever Kees de Bakker zelf nog 200 leverbare Conserve-boeken en e-books in voorraad bij het distributieapparaat Centraal Boekhuis in Culemborg. Sinds november 2020 is hij een informatieve website voor lezers begonnen met boekrecensies van voornamelijk Scandinavische thrillers onder de naam Conserve’s Leessite, te vinden op www.conserve.nl

## Fonds
De uitgeverij geeft voornamelijk historische romans en verhalende/journalistieke non-fictie uit, naast literatuur uit de Nederlandse koloniale geschiedenis, en heruitgaven van negentiende-eeuwse romans en twintigste-eeuwse debuten. Er werd een reeks literaire novellen en een vijftiendelige serie Indische Letteren bezorgd. In de NOS-correspondentenreeks geeft Conserve boeken uit van onder andere Margriet Brandsma en Peter d'Hamecourt. Ook een reeks met Surinaamse klassieken behoort tot het fonds, zoals de heruitgave van het debuut van Astrid Roemer, Neem mij terug Suriname. Peter ter Velde debuteerde bij de uitgeverij als romancier met De vader en de zoon.

## Schrijvers
De debuutroman Non nobis van Hanny Alders over de ondergang van de Tempeliers ontving in 1988 het Gouden Ezelsoor voor het bestverkochte literaire debuut en werd vertaald in onder andere het Duits en het Spaans. Er zijn wereldwijd meer dan een half miljoen exemplaren verkocht. Roué Hupsel ontving de Schaduwprijs voor het spannendste thrillerdebuut 2004. Op basis van de roman Hoe duur is de suiker? van Cynthia McLeod werden een film (2013) en daarvan een serie (2014) door regisseur Jean van de Velde, gemaakt.

## Eline van Haarenprijs
De uitgeverij reikt sinds 1988 de vijfjaarlijkse Eline van Haarenprijs uit. De prijs is vernoemd naar de dichteres Eline van Haaren, wier postuum verschenen bundel Leef de dag (1983) de eerste publicatie van de uitgeverij vormde. Aan de prijs is een geldbedrag verbonden van 1250 euro, voor de beste dichteres onder de 35 jaar. In 2008 was dat Ester Naomi Perquin en in 2013 Kira Wuck. De laatste winnares van de Eline van Haarenprijs was Mieke van Zonneveld in 2018.